# Hugin a Munin

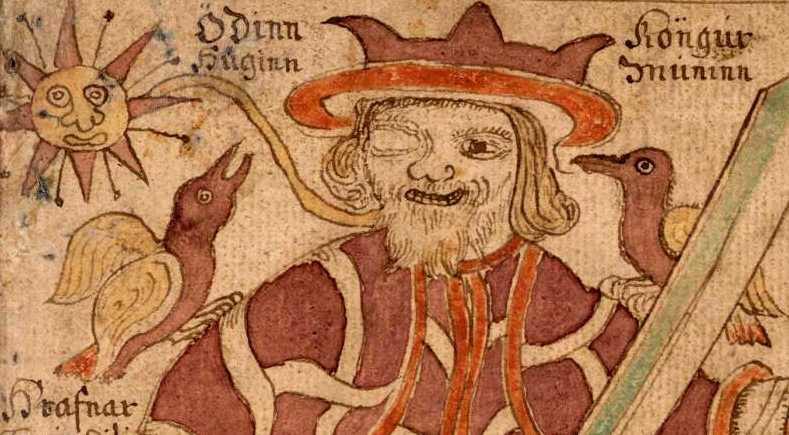
Hugin a Munin na Ódinových ramenou

Hugin a Munin jsou dva krkavci zasvěcení severskému bohu Ódinovi. Jejich jména znamenají Myšlenka a Paměť. Létají nad světem a nosí svému pánu novinky. Valhallu opouštějí ráno a vracejí se za soumraku. Sedávají na Ódinových ramenou a šeptají mu do uší, co viděli a slyšeli. Píseň o Grímnim (Grímnismál) se o nich zmiňuje takto:
Hugin a Munin

každý den musí

oblétnout obzor.

Strach mám o Hugina,

zda stačí se vrátit,

však Munin mi více v mysli leží.
Gylfiho oblouznění (Gylfaginning) popisuje totéž mírně odlišnými slovy:
Hugin a Munin

den co den obletí

široširý svět.

Strach mám, že jeden

jednou se nevrátí,

o to víc trnu o oba.